# 괴프헤르 가즈예바
괴프헤르 가즈예바(아제르바이잔어: Gövhər Qazıyeva, 1887년 ~ 1960년)는 아제르바이잔의 배우이다. 1906년부터 연극 배우로 활동했으며 아제르바이잔어로 "비둘기"라는 뜻을 가진 괴예르친(아제르바이잔어: Göyərçin)이라는 예명을 사용했다.